# شورای آموزش دولت شهری توکیو
شورای آموزش دولت شهری توکیو (به ژاپنی: 東京都教育委員会 Tōkyō-to Kyōiku Iinkai)، هیئت آموزش در توکیو توکیو، ژاپن است. هیئت مدیره مستقیماً تمام دبیرستان‌های دولتی (مدرسه متوسطه) را در همه ۲۳ مناطق ویژه توکیو، توکیو غربی (منطقه تاما) و همه جزیره‌های تحت حوزه قضایی توکیو را مدیریت می‌کند.
در سال ۲۰۱۹، سیاست‌هایی که دانش‌آموزانی که به‌طور طبیعی موهای مشکی ندارند را ملزم می‌کرد تا موی خود را رنگ کنند، لغو شد. در سال ۲۰۱۷، همان‌طور که در نتایج نظرسنجی بیان شد، ۵۷ درصد از مدارس دولتی در این کلانشهر، دانش‌آموزانی را که به‌طور طبیعی موهای سیاه رنگی نداشتند، ملزم به ارائه اسنادی برای اثبات این موضوع شدند. حزب کمونیست ژاپن از چنین اقداماتی انتقاد کرد که والدین را ملزم به اثبات رنگ مو می‌کند.